# جورج فريمان (رسام بالرصاص)
جورج فريمان هو رسام بالرصاص كندي، ولد في 27 مايو 1951 في سيلكيرك في كندا.